# Justizvollzugsanstalt Frankfurt am Main I
Die Justizvollzugsanstalt Frankfurt am Main I (JVA I) ist eine Vollzugsanstalt des Landes Hessen, in der überwiegend Untersuchungshaft an erwachsenen männlichen Gefangenen vollzogen wird. Sie ging historisch aus dem Strafgefängnis Frankfurt-Preungesheim hervor.
Die Anstalt befindet sich im Norden von Frankfurt am Main im Stadtteil Preungesheim, angrenzend an die Justizvollzugsanstalt Frankfurt am Main III.

## Geschichte
Die Justizvollzugsanstalt Frankfurt am Main I  wurde auf dem Gelände eines bis  1997  genutzten Gefängnisbaus errichtet. Dieser im Jahr 2000 abgebrochene Komplex musste durch einen humaner gestalteten und sicherheitstechnisch aktueller ausgestatteten Neubau ersetzt werden. Durch die Verwendung möglichst vieler Betonfertigteile wurde versucht, eine kostengünstige und schnelle Fertigstellung des Baus zu erreichen. Der Baubeginn erfolgte im Juni 2007, die Fertigstellung im Mai 2010. Die Kosten beliefen sich auf rund 100 Millionen Euro. Nach einer Testphase befindet sich die Anstalt seit August 2011 im Regelbetrieb, jährlich werden dort ca. 6500 Personen inhaftiert.
Die JVA I besteht aus sieben mehrgeschossigen Gebäuden mit einer Bruttogrundfläche von 41.000 m², darunter drei Unterkunftsgebäude mit 480 Hafträumen zur Einzel- und 28 zur Doppelbelegung sowie mehreren Besonders gesicherten Hafträumen. Die Transportabteilung mit 56 Haftplätzen und eine Krankenstation mit 34 Betten sind in weiteren Häusern untergebracht, ebenso die Außenwache mit Besucherräumen und dem Verwaltungstrakt. Die Justizvollzugsanstalten Frankfurt am Main I, III und IV sind an ein eigenes Blockheizkraftwerk angeschlossen, auch Wäscherei und Großküche der JVA III werden gemeinschaftlich genutzt. Das etwa 2,4 ha große Gelände ist von bis zu 15 m hohen Stahlbetonmauern umgeben. Einer der drei Freistundenhöfe ist gegen Entweichung von Gefangenen nach oben mit einem Kunststoffnetz gesichert. Auf dem Anstaltsgelände sind mehr als 380 Videokameras angebracht.

## Zuständigkeit
Die Zuständigkeiten der Justizvollzugsanstalten in Hessen sind im Vollstreckungsplan des Landes geregelt.
Die Justizvollzugsanstalt Frankfurt am Main I ist zuständig:
Für die Vollzug von
- Untersuchungshaft
- Auslieferungshaft[2][6]
- Gefährderhaft

Als Transportzentrale des Landes Hessen für die Organisation und Abwicklung aller Sammeltransporte von Gefangenen.